# Ludwig Kofler (Mediziner)
Ludwig Kofler (auch Louis Kofler, * 30. November 1891 in Dornbirn, Österreich-Ungarn; † 23. August 1951 in Innsbruck) war ein österreichischer Pharmakologe.

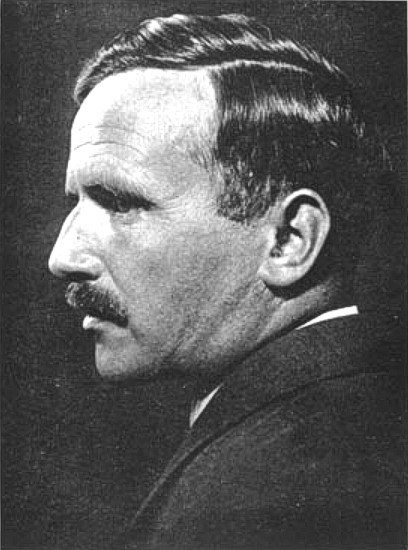
Ludwig Kofler

## Leben
Kofler war Professor am Pharmakognostischen Institut der Universität Innsbruck und  von 1925 bis 1945 dessen Vorstand. Er war Sohn des Apothekers Karl Kofler. Sein Studium absolvierte er an der Universität Wien, wo er zum Doktor der Philosophie (Hauptfach Botanik) promoviert wurde und das Magisterdiplom der Pharmazie erhielt. Nach dem Kriegsdienst kehrte er nach Wien zurück und wurde auch im Fach Medizin promoviert. Danach übernahm er die neugeschaffene Lehrkanzel für Pharmakognosie in Innsbruck.
Kofler trat 1934 der illegalen NSDAP bei, am 20. Juni 1938 beantragte er die offizielle Aufnahme in die Partei und wurde rückwirkend zum 1. Mai desselben Jahres aufgenommen (Mitgliedsnummer 6.110.192). In den 1930er Jahren war er 1. Vorsitzender der Gesellschaft für Geschichte der Pharmazie. Nach dem Anschluss Österreichs wurde er 1938/39 zum Gaudozentenbundführer von Tirol-Vorarlberg und zum Dozentenbundführer der Universität Innsbruck ernannt. März 1938 trat er auch der SS bei (SS-Nummer 344.401) und wurde 1939 zum SS-Untersturmführer ernannt. Nach dem Zweiten Weltkrieg wurde Kofler 1945 entlassen. 1949 wurde die Entlassung in eine Versetzung in den Ruhestand umgewandelt. Im Jahr 1951 beging er Suizid.

## Kofler-Heiztischmikroskop
Ein Mikroschmelzpunkt-Apparat wurde 1931 von Kofler beschrieben, später von ihm mit einer vereinfachten Temperaturmessung versehen und als Heiztischmikroskop bezeichnet. Es ist eine Weiterentwicklung des von Otto Lehmann eingeführten Kristallisationsmikroskops und hat in der Objektebene eine elektrisch heizbare Metallplatte (typischer Temperaturbereich 50…350 °C). In der Mitte der Platte befindet sich eine Öffnung, um das Licht des Mikroskops durchzulassen. Diese Heizküvette ist mit einem Metallring und einer Glas-Abdeckplatte gegen die Umgebungsluft geschützt. Die Temperaturablesung erfolgt mit einem Thermometer oder Thermoelement.
Das Heiztischmikroskop eignet sich zur Schmelzpunktbestimmung geringer Substanzmengen. Nach Kofler lässt sich das Mikroskop auch zur Beobachtung der Sublimation von organischen Stoffen und zur Bestimmung des Brechungsindexverlaufes einer Schmelze über die Temperatur verwenden. Zu letzterem Zweck werden der Schmelze Glassplitter bekannten Brechungsindexes beigegeben und es wird beobachtet, bei welcher Temperatur sie unsichtbar werden – bei dieser Temperatur gleichen sich der Brechungsindex der Schmelze und des Glases. Eine andere Anwendung ist die Untersuchung der Fest-fest-Phasenumwandlung polymorpher Stoffe. Unter dem Mikroskop lässt sich temperaturabhängig die Veränderung der äußeren Kristallform (Kristallhabitus), der Farbe oder der Doppelbrechung im polarisierten Licht beobachten. Werden auf dem Heiztisch zwei Substanzen nebeneinander erhitzt, so lässt sich im Kontaktbereich das Verhalten des binären Systems studieren (Kontaktmethode).

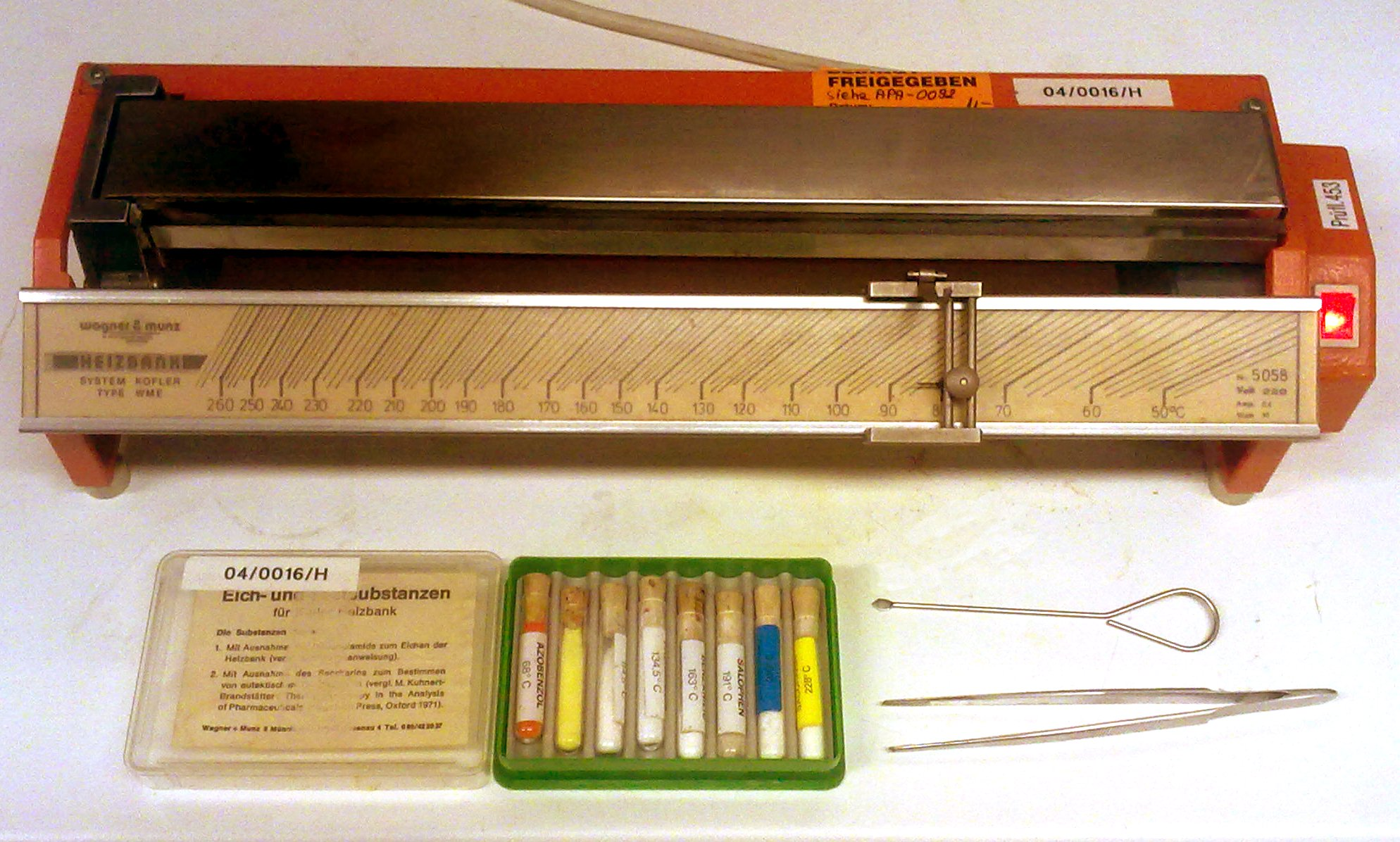
Koflerbank mit Proben zum Kalibrieren

## Kofler-Heizbank
Die Heizbank zur raschen Bestimmung des Schmelzpunktes wurde von Kofler (und seinem Sohn Walter) in einem 1949 eingereichten Artikel beschrieben. Sie besteht aus einer länglichen polierten Metallplatte, auf der ein Temperaturgradient angelegt ist. Das wird nach Kofler mit mehreren darunter liegenden verschieden langen Aluminium- oder Kupferstreifen erreicht, die aufgrund ihrer guten Wärmeleitfähigkeit die Wärme von einer Seite zu- und zur anderen Seite abführen. Zur Kalibrierung werden Linien von reinen Substanzen aufgetragen, deren Schmelzpunkt genau bekannt ist. Aus den beobachteten Schmelzpunkten dieser Stoffe lässt sich dann eine Temperaturskala der Metallplatte erstellen. Wenn diese Skala ermittelt ist, kann die Heizbank zur Untersuchung des Verhaltens (Schmelzpunkt, Sublimation, Polymorphie usw.) neuer pulverförmiger Substanzen eingesetzt werden, indem diese von der kalten Seite aus über den Metallstreifen verteilt werden und der Ort des Aufschmelzens ermittelt wird.

## Auszeichnungen
- 1934: Fritz-Pregl-Preis

## Publikationen
- mit Adolf Mayrhofer: Hausapotheke und Rezeptur. J. Springer, Wien 1929.
- mit Adelheid Kofler, Adolf Mayrhofer: Mikroskopische Methoden in der Mikrochemie, Verlag Emil Haim, Wien Leipzig 1935.
- mit Adelheid Kofler: Mikro-Methoden zur Kennzeichnung organischer Stoffe und Stoffgemische. Verlag Chemie, Berlin 1945.
- mit Adelheid Kofler, Maria Kuhnert-Brandstätter: Thermo-Mikro-Methoden zur Kennzeichnung organischer Stoffe und Stoffgemische. 3., vermehrte Auflage. Verlag Chemie, 1954.